# Gwendoline
Gwendoline ist ein französischer Spielfilm des Filmregisseurs und Modefotografen Just Jaeckin aus dem Jahr 1984. Er basiert auf der von John Willie geschaffenen sadomasochistischen Comicfigur Sweet Gwendoline. In der Titelrolle hatte Tawny Kitaen ihr Filmdebüt. Die Kostüme wurden von François Schuiten entworfen. Die Ausstattung stammt von Françoise Deleu und André Guérin.

## Handlung
Die attraktive Klosterschülerin Gwendoline lässt sich mit ihrer Zofe Beth in einer Frachtkiste nach China verschiffen, um ihren verschwundenen Vater wiederzufinden. Dort gerät sie in Schwierigkeiten mit der chinesischen Mafia, aus denen sie durch den Abenteurer Willard gerettet wird. Gemeinsam brechen die drei auf, um im südamerikanischen Dschungel das sagenumwobene Land „Yik-Yak“ zu erreichen, in dem Gwendolines Vater nach einem seltenen Schmetterling suchen soll. Nachdem sie erfahren haben, dass der Vater inzwischen gestorben ist, machen sie sich selbst auf die Jagd nach dem Schmetterling, um ihn nach dem Vater zu benennen. Hierbei erreichen sie schließlich nach waghalsigen Bootsfahrten, Kämpfen mit Piraten und Wüstendurchquerungen die geheime unterirdische Stadt. Diese wird von halbnackten Amazonen in Lederrüstungen beherrscht. Die Königin des Staates fasst schnell den Plan, Willard zu töten. Zuvor soll sich dieser jedoch mit dem weiblichen Meistergladiator paaren.

## Kritik
„In Anlehnung an einen Comic strip der 40er Jahre entstandener "erotischer" Abenteuerfilm, der sich ohne Witz und Verstand aktueller Muster des Abenteuerkinos bedient, wobei die mit sadistischem Einschlag versehene Trivialerotik der Vorlage eher brav und bieder bebildert wird. Einschlägige Männerfantasien werden wie gehabt als gelackte Konsumware präsentiert.“

## Hintergründe
- Der 1983 entstandene Film erschien auf dem US-Markt unter dem Titel The Perils of Gwendoline in the Land of the Yik Yak ursprünglich in einer synchronisierten und um 17 Minuten gekürzten Fassung. 2006 wurde unter dem abgewandelten Titel Gwendoline – Unrated Director’s Cut erstmals eine ungekürzte Version veröffentlicht.
- Das Cover des bei RCA veröffentlichten Soundtracks wurde am 28. Februar 1985 indiziert.